# Фрумушика (река)
Фрумушика (укр. Формошика) — левый приток реки Чага, протекает по территории Тарутинского и Арцизского районов (Одесская область, Украина).

## География
Длина — 18 км. Площадь бассейна — 55,4 км². Уклон реки — 4,8 м/км.
Берёт начало от ручья в долине Хейер, что южнее села Семисотка. Река течёт на юг. Впадает в реку Чага (на 30-м км от её устья) западнее села Новомирное.
Долина в верхнем течении с участками обрывистых берегов (высотой 2 м), частично изрезана балками и промоинами. Русло в приустьевой части выпрямлено в канал (канализировано); на протяжении всей длины пересыхает. На реке создано несколько прудов. У истоков реки — урочище Роща — расположен комплекс памятников: памятник Чабану, скульптура Божьей матери, скифские и половецкие каменные бабы.
Крупных притоков не имеет.
Населённые пункты (от истока к устью): Василевка, Новомирное.